# Maritime
Maritime is de meest zuidelijk gelegen van de regio's van Togo. De regionale hoofdstad is Tsévié ten noorden van Lomé. Lomé is de vroegere hoofdstad van de regio maar kreeg een apart hoofdstedelijk statuut. Maritime is zo'n 6400 km² in oppervlakte en had in 2006 bijna twee miljoen inwoners. Daarmee is de regio de kleinste van Togo en deze met de meeste inwoners.

## Grenzen
De regio Maritime grenst aan één andere regio van Togo:
- Plateaux in het noorden.

Maritime heeft ook een kustlijn:
- Met de Golf van Guinee in het zuiden.

Andere grenzen heeft de regio met twee buurlanden van Togo:
- De departementen Couffo (noorden) en Mono (zuiden) van Benin in het oosten.
- De regio Volta van Ghana in het westen.

## Prefecturen
De regio is verder opgedeeld in zes prefecturen
:
- Avé
- Golfe
- Lacs
- Vo
- Yoto
- Zio

Daarnaast ligt ook de hoofdstedelijke commune Lomé in deze regio.
Centrale · Kara · Maritime · Plateaux · Savanes